# 圣多明我广场 (里斯本)
圣多明我广场（Largo de São Domingos）是里斯本的一个广场，目前分属圣胡斯塔堂区（Santa Justa）和佩纳堂区（Pena），位于里斯本斐迪南一世古老的城墙内。
这是一个传统的外国人的聚集地点，许多是来自葡萄牙海外省的非洲裔。这里著名的ginjinha酒馆自1840年开业至今。
广场上有两座建筑被列为葡萄牙国家古迹。圣多明我堂原是圣多明我修道院的一部分，建立于1242年。独立宫（Palácio da Independência）里面曾居住着第7任阿夫朗什伯爵安东尼奥·阿尔马达。在1640年，曾有40名葡萄牙贵族在此聚集，策划了12月1日的恢复独立起义之前。从这里到无花果树广场的街道也命名为阿尔马达街。
2008年4月23日，广场上又树立了一个纪念碑，用34种语言写着“里斯本，宽容之城” ，天主教里斯本宗主教也为1506年里斯本大屠杀表示内疚，请求犹太人的宽恕。